# Julián de San Martín

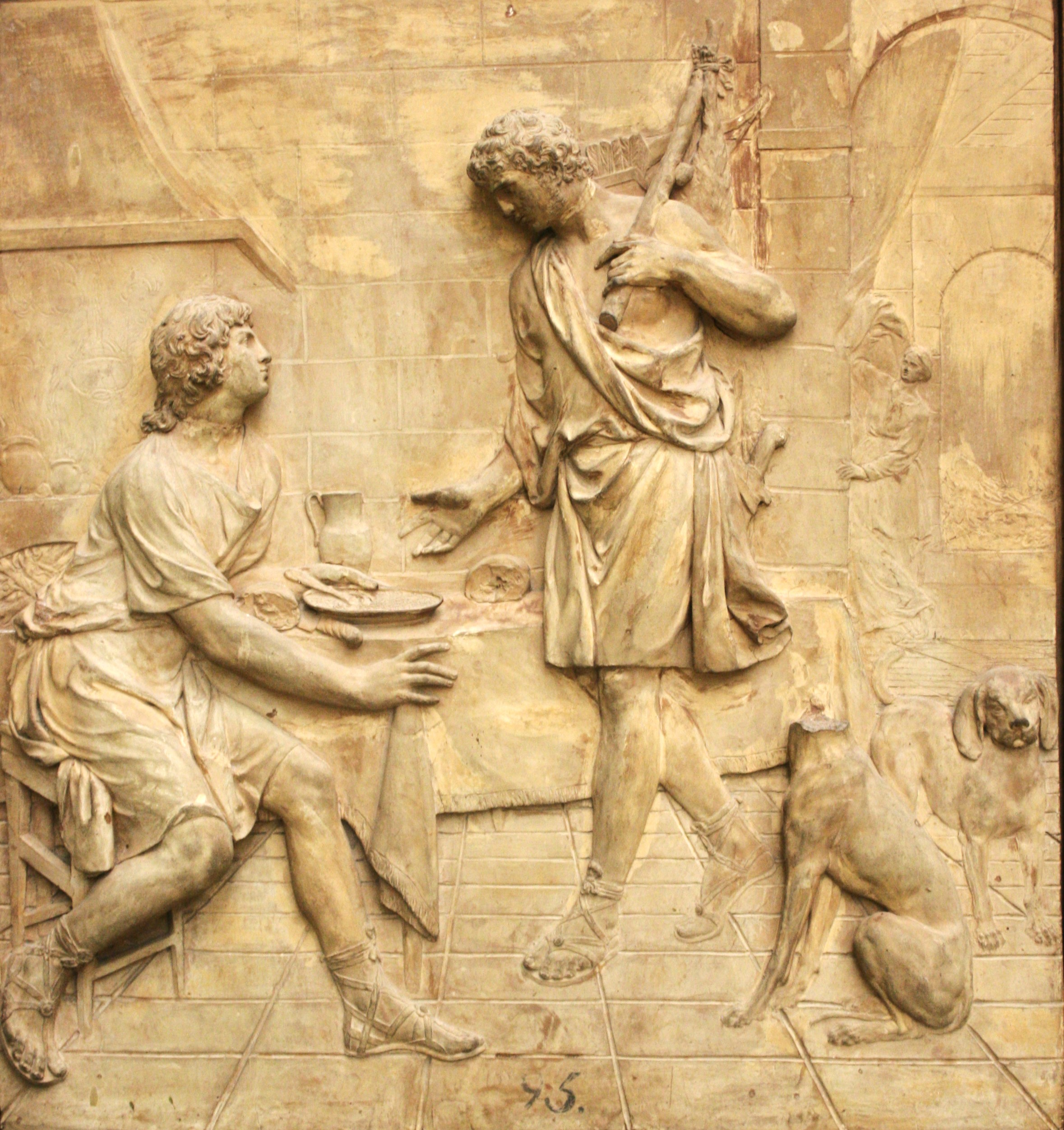
Julián de San Martín, Esaú y Jacob. Relieve en barro cocido (62 x 56) presentado a los premios de la academia de 1781; primer premio de segunda clase. Madrid, Real Academia de Bellas Artes de San Fernando.

Julián de San Martín y Monasterio (Valdelacuesta, Burgos, 1762-Madrid, 1801), escultor neoclásico español formado en la Real Academia de Bellas Artes de San Fernando.
Según las notas autobiográficas que entregó a Ceán Bermúdez, al llegar a Madrid con dieciséis años, como no encontró ningún maestro que lo admitiese «se dedicó a hacer obritas pequeñas en la tienda de un colorista de escultura», lo que le familiarizó con la escultura de reducidas dimensiones y le permitió perfeccionarse en lo material. Tales prácticas le abrieron las puertas de la Real Academia de Bellas Artes de San Fernando, en la que tuvo como maestros a Manuel Álvarez de la Peña, Vicente Rudiez y llegó a trabajar con un ya anciano Juan Pascual de Mena.
Con diecinueve años obtuvo el primer premio de segunda clase de escultura, empatado con Francisco Javier Meana, por un relieve en barro con la historia de Esaú, que volviendo de caza vendió la primogenitura por un plato de lentejas a su hermano Jacob, tema propuesto para la prueba de pensado de aquel año.
En 1784 obtuvo el primer premio de primera clase por delante de Manuel Tolsá por un relieve con el motivo —según las bases del concurso publicadas en diciembre de 1783— de la entrada de los Reyes Católicos en Granada, que no se ha conservado.
Caracterizado por la rapidez con la que trabajaba, el número de obras producidas en su taller, a pesar de su temprana muerte, es elevado. En 1788 se encargó de ejecutar el modelo proporcionado por Álvarez de la Peña para el grupo principal del Descanso en la huida a Egipto, con el Niño Jesús en brazos de María y san José ofreciéndole unos dátiles en figuras de tamaño natural para el altar mayor de la capilla de Nuestra Señora de Belén, propiedad de los arquitectos en la iglesia de San Sebastián. Aunque Álvarez había presentado su modelo en 1785, atareado en las esculturas en piedra de la Fuente de Apolo, en 1788 solo tenía concluidos los ángeles del remate y quizá iniciada la talla en madera del grupo principal, por lo que urgido por los autores del encargo hubo de pasarle la ejecución a su discípulo, que lo dio acabado con tal rapidez que hubo de alquilar luego un local para guardar las esculturas durante siete meses, hasta que finalizaron las obras en la capilla, a la que faltaba el solado. Proyecto de Ventura Rodríguez, la capilla resultó destruida por un bombardeo aéreo en 1936 y el grupo solo es conocido por un grabado de Tomás López Enguídanos y alguna fotografía. Elías Tormo les atribuyó también las esculturas de los altares colaterales: los arcángeles Miguel y Gabriel, San Antón (con dudas) y el arcángel San Rafael, «esbozo» de Manuel Álvarez ejecutado por San Martín.

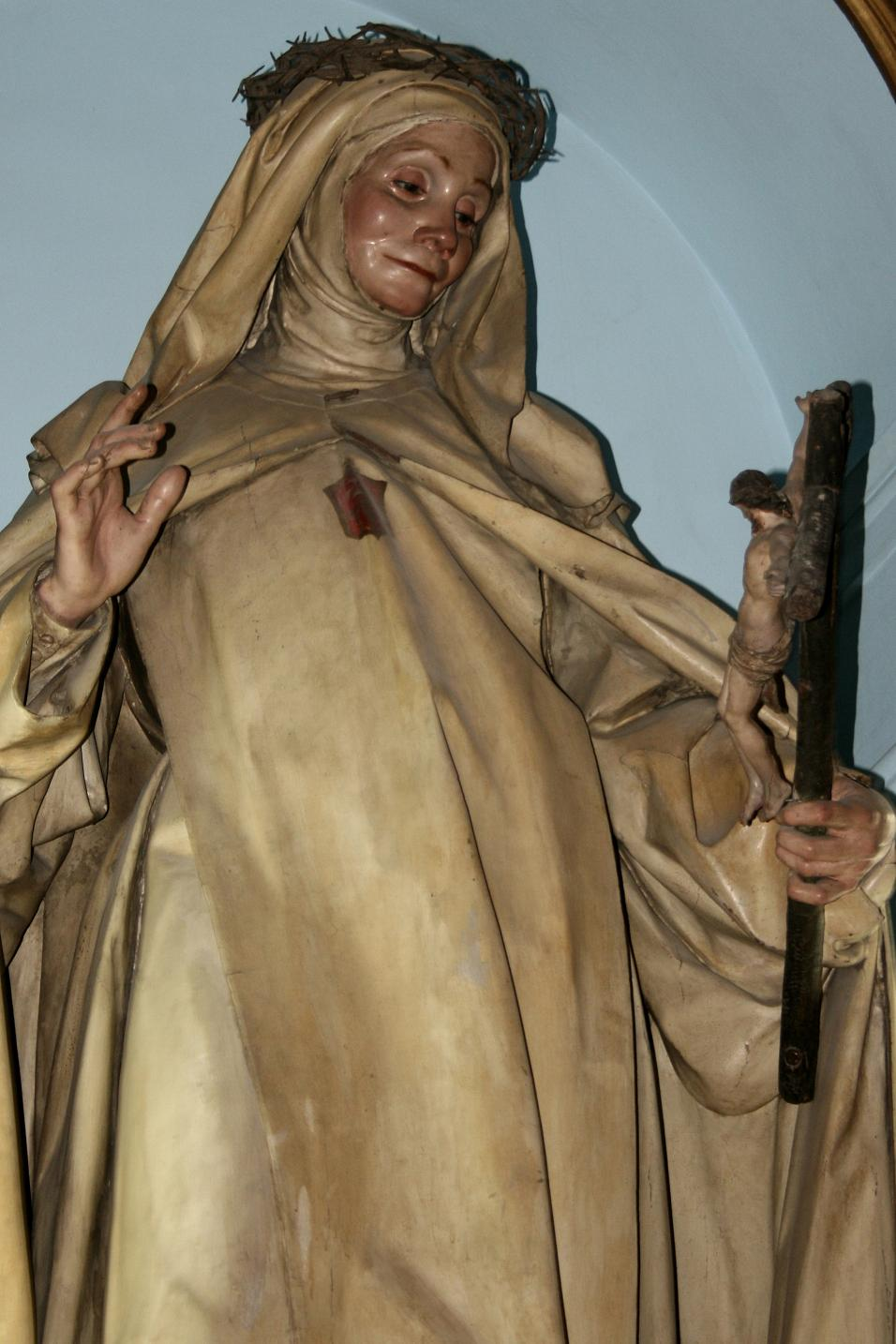
Beata Mariana de Jesús, Madrid, Iglesia de Santiago

Son suyas, en iglesias de Madrid, el relieve en piedra sobre la puerta de la iglesia de las Salesas Nuevas, con los santos fundadores, san Francisco de Sales entregando las constituciones a santa Juana Francisca de Fremiot, señora de Chantal, y el bulto redondo de la beata Mariana de Jesús en un retablo-hornacina de la girola de la parroquia de Santiago, en la que la beata recibió el bautismo, notable por su realismo, y un San Francisco de Asís para la capilla del Cristo de los Dolores de la Venerable Orden Tercera, del que abrió un gabado en 1788 Manuel Salvador Carmona. También, según documentación dada a luz por Juan Nicolau, todas las esculturas —tan vistosas según Tormo, ignorando aún el nombre del autor— del retablo mayor de la capilla de la Enfermería de la V. O. T.: Inmaculada, San Francisco de Asís, San Antonio de Padua, medallones con san Pedro y san Pablo y ángeles mancebos del remate.
El cabildo de la Catedral de Santo Domingo de la Calzada le encargó a finales de marzo de 1789 una escultura de su titular para colocarla en el altar de su sepulcro, para sustituir la imagen medieval y que sirviese también para ser llevada en procesión. San Martín debió de trabajarla en Madrid y conforme a su proverbial rapidez el 16 de octubre la tenía concluida, pues en esa fecha la bendijo el inquisidor general, y se colocó en su altar el 15 de noviembre. En detalles como el plegado de los paños o la minuciosa descripción de la larga barba, la imagen del Santo Domingo de la Calzada, de la que hizo un grabado Bartolomé Vázquez por dibujo de José Maea, es semejante al San Francisco de Paula del Museo Nacional de Escultura de Valladolid, firmado y fechado un año antes, talla que, por sus reducidas dimensiones, debe de proceder de un oratorio privado o de un altar portátil y puede servir de ejemplo de las figuras para belenes en que trabajó en sus inicios y las que, más tarde, se le encargaron para el Nacimiento del infante don Gabriel.

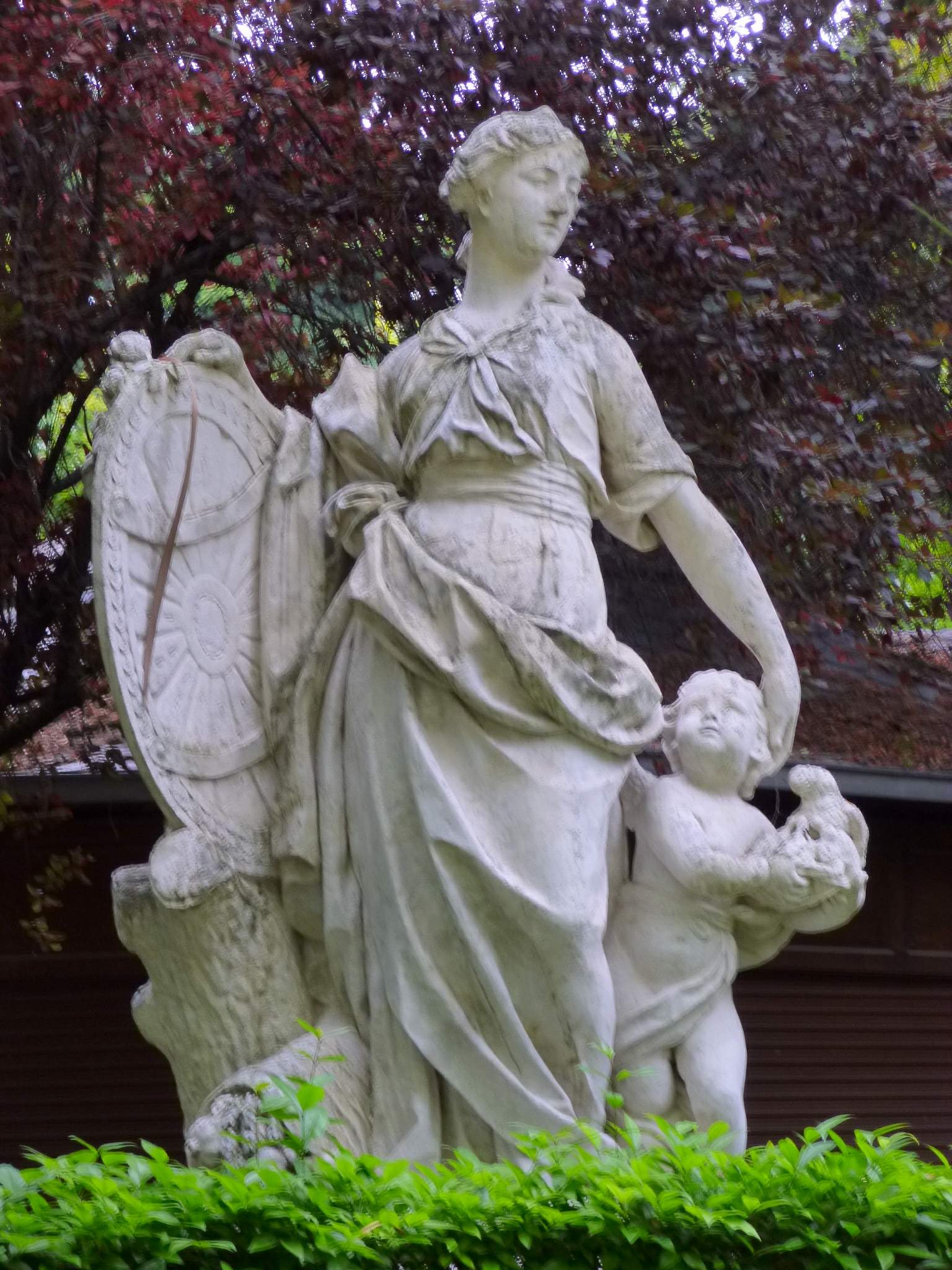
Beneficencia (Mari Blanca), 1798. Pamplona, Parque de la Taconera

Desde 1786 era académico de mérito de la Academia de San Fernando, por la presentación de un relieve del martirio de san Esteban (no conservado) y en 1797 fue nombrado teniente director de escultura. El mismo año, en Pamplona se encargó de ejecutar el gran medallón de la Asunción de la Virgen para la fachada neoclásica de la catedral, proyectada por Ventura Rodríguez, y las esculturas decorativas de dos de las fuentes proyectadas por Luis Paret por encargo del ayuntamiento: el Neptuno niño de la fuente de la plaza del Consejo y el grupo de la Abundancia o la Beneficencia, que originalmente coronaba la fuente de la plaza del Castillo; popularmente conocida como Mari Blanca, representa una doncella ataviada con toga clásica llevando en la diestra un escudo con una representación solar y a sus pies una cornucopia, y un niño sobre el que la joven con gesto protector pone la mano.
En 1792 el cabildo de San Juan Evangelista de Huete le encargó la imagen procesional que presenta una iconografía novedosa del santo, aunando en la misma imagen el martirio y la escritura del cuarto evangelio. La imagen costó 2000 reales. Destruida parcialmente en la Guerra Civil, ha sido restaurada y reconstruida por el escultor sevillano Fernando Aguado en 2012.
En junio de 1797 solicitó el nombramiento de escultor honorario de cámara, alegando entre otros méritos haber hecho las medallas para el gabinete y estar haciendo la del salón de la reina en el Palacio Real, y tener acabado un modelo para la estatua ecuestre de Felipe V; en febrero de 1798 lo recordaba Jovellanos en un nuevo memorial, favorable al peticionario, en el que decía que estando para marchar a Pamplona y habiéndosele contestado al del año anterior que más adelante se le atendería, convenía hacerlo así para que pudiese «presentarse con dicho carácter de Escultor Honorario que es la misma que gozan los demás directores y Tenientes de Escultura de dicha Real Academia de San Fernando».